# 酒波神社
酒波神社（さかなみじんじゃ）は、岐阜県瑞浪市日吉町南垣外に鎮座する神社(旧郷社)。

## 祭神
- 酒波大神
- 建御名方富命
- 八坂刀売命
- 八幡神 - 合祀
- 応神天皇 - 合祀
- 神功皇后 - 合祀

## 概要
創建時期は不明である。
平安時代に編纂された美濃国神名帳の土岐郡の項に「正一位酒波大神」と記されていることから、少なくても10世紀以前に創建されたと思われる。
その後土岐氏により八幡神が合祀され八幡宮と呼ばれるようになった。
永禄元年（1558年）、武田信玄の重臣であった秋山虎繁は、配下の仁木(山中)藤九郎なる者に150騎を授けて土岐郡の寺社を悉く焼討した。
この時に酒波神社・明白寺・光善寺・定林寺・天福寺が焼討されて焼失したが、翌年に、代官の西尾千代丸によって再建されたと記された棟札がある。
江戸時代にこの地を収めた千村氏や氏子により境内が整備された。
現在の本殿は元禄5年（1702年）建築の建物であり、鐘楼とともに国の登録有形文化財に登録されている。
明治元年（1868年）に、八幡宮から酒波神社に再び改称した。
酒波は「しゅは=すわ」の音につながるため、諏訪神社も境内社の一つとなっている。
拝殿は明治42年（1909年）の再建。
幣殿は昭和59年（1984年）の改修である。
昭和60年（1985年）に金幣社となった。

## 境内社
- 頼政神社[9]
- 白山神社[9]
- 熊野神社[9]
- 神明神社[9]
- 子守神社[9]
- 大国主神社[9]
- 事大主神社[9]
- 南宮神社[9]
- 佐瀧神社[9]
- 多度神社[9]
- 宝政神社[9]
- 若宮神社[9]
- 素戔嗚神社[9]
- 諏訪神社[9]
- 日吉招魂社 - 1955年創建[10]

## 建物
本殿
- 元禄5年（1702年）建築の三間社流造銅板葺の建物[7][2]。桁行3.5m、梁間2.2m。棟札には「桧皮大工」の記載もあることから、かつては桧皮葺きと推測される[2]。2013年（平成25年）6月21日に国の登録有形文化財となる[7][5][2]。

鐘楼
- 江戸時代の建築の方一間袴腰付鐘楼[8]。桁行3.3m、梁間2.2m、2階建ての入母屋造である[11]。廃仏毀釈の影響で釣鐘の替わりに太鼓が設置され、祭器蔵となっている[11]。1909年（明治42年）に現在地に移築[8][11]。2013年（平成25年）6月21日に国の登録有形文化財となる[8][5][11]。

## 交通アクセス
- 瑞浪市コミュニティバス日吉線「日吉コミュニティーセンター」バス停より徒歩で約2分。